# Desktop Tower Defense
Desktop Tower Defenseは、Adobe Flashで作られた英語のブラウザゲーム。作者はGrrr。略称として、Desktop TD・DTDなど。

## 概要
ジャンルとしては防衛シミュレーションゲーム、中でもTD系に属する。文房具が散らかったオフィス風の机の上が舞台で、マップの左と上にある2つの入口から敵（虫）が出現し、それぞれ反対側にある出口を目指して進んでいく。プレイヤーは、これを様々な種類の砲台を設置・強化することによって撃退していく。各難易度によって定められたWAVE（敵の隊列、他のゲームで言う所のステージ）を凌げばクリアとなり、20匹以上出口から逃してしまうとゲームオーバーとなる。
敵にとって砲台は障害物となり、通り抜けることが出来ないので、攻略するにあたって敵を遠回りさせるために必然的に迷路のように砲台を設置していくことになる。ただし、敵には地上を進むタイプと空を飛行するタイプのものがあり、飛行するタイプは砲台を無視して一直線に出口に向かう。砲台も片方のタイプしか攻撃出来ないもの、両方のタイプに攻撃出来るものとがある。
Easy・Medium・Hardの3段階の難易度が用意されているほか、スコアボードで得点を競うことが出来るChallengeモード、一風変わった要素が追加されたFunモードがある。
2007年6月、Webware 100 エンターテイメント部門受賞。バージョン1.5が公開時に、オンラインゲームサイト「kongregate」内でも公開する。2007年3 - 7月の間のプレイ回数は1500万を超える。作者によると、同作品によるサイト上の広告収入、及び寄付の合計は12,000ドル以上となる。

## ジャグリング
砲台を自由に配置出来るゲームシステムの特性を突いた攻略のテクニック。迷路の途中にある砲台を撤去し、代わりに迷路の出口を砲台で塞ぐ。これを繰り返すことで、敵に迷路の中を何往復もさせる。結果として、砲台の攻撃チャンスを無限大に増やすことが出来る。敵が迷路の中を行ったり来たりする様が、まるでジャグリングをしているかのように見えることが名前の由来。その性質上、空を飛行するタイプの敵には使用出来ない。なお、迷路構造でなくとも、敵の進行ルートを操作するような砲台の配置換えもジャグリングと呼ばれているが、どの程度までならそうでないのかで、人によって判断が分かれている。
多少の技量が要求されるが、上手く行えば地上を進むタイプの敵を逃すことはまずなくなる。やりやすくするために、あらかじめ迷路の出口を2つ作っておくのが一般的である。また、より失敗する確率を減らすために、3つの出口を使うものを「3点ジャグリング」または「3Wayジャグリング」と呼ぶ。
攻略に際して有用なテクニックではあるが、頻繁に砲台を撤去・設置する行為が、「シミュレーションゲームの域を出てアクションゲームになりつつある」として、ジャグリングに対して嫌悪感を示すプレイヤーも少なくない。そんな理由もあるのか、プレイヤーの中にはNon-Juggling（ジャグリング無し）と称して、ジャグリングの使用を禁止する縛りプレイを行う者もいる。
現在では砲台の撤去にある程度の時間が掛かる様になっているが、バージョン1.0当時は一瞬で撤去することが出来、ジャグリングを行うことがとても容易であった。これに対して、攻略の難易度と共にゲーム性を下げるものとして、バージョン1.2からは前述のように砲台に撤去時間が設けられた。ただし、これはあくまでジャグリングをやりにくくするためで、公式としては戦法の一つとしてジャグリングを認めている様である。これはチャレンジモードのNo-sellの説明書きに「このモードはジャグリングは出来ません」とただし書きしてあることからも窺い知ることが出来る。

## Multiplayer Desktop Tower Defense
Flash Element TD の作者であるCrittersと、Grrrが共同で運営するFlashゲームサイト「Casual Collective」では、複数人が同時にオンライン対戦出来るMultiplayer Desktop Tower Defenseを公開している。基本的なルールは上記の1人用のものと同じだが、参加者全員のゲーム進行が同期しており、誰かが各WAVEに登場する敵を全滅させると、他のプレイヤーも強制的に次のWAVEに進むというものになっている。ゲーム終了時に最も得点の高かった者が勝利する。各WAVEで一番速く敵を全滅させたプレイヤーにボーナススコアが加算されるので、より速く敵を倒すことが攻略する上で重要なポイントとなってくる。

### プレイモード
MediumやHardなどの基本的なモードのほかに、追加出来るオプションとして以下のようなモードが用意されている。
Arcade
砲台の売却・アップグレードに掛かる時間がごく短時間になっている。
Superpowers
ゲーム進行に伴ってポイントが貰え、それを支払うことにより他人のプレイを邪魔したり、自分の画面内にいる敵を一掃したりすることが出来る。
Holepunch
上下左右の計4ヶ所の入口から、中央の穴に向かって敵が攻めて来る。

## バージョンアップ履歴
- バージョン1.9 - 2008年10月13日

デザインが大幅に変更されたほか、新しい敵(Decoy,Hopper,Arrow)が追加された。また、対戦版と統合された。
- バージョン1.5 - 2007年6月22日

デザインや効果音が大きく変更されたほか、新しい砲台(Ink,Boost,Snap)と敵(Dark,Morph)が追加された。
- バージョン1.21 - 2007年4月16日
- バージョン1.2 - 2007年3月29日

新しく砲台にBashと、敵にSpawnが追加された。
- バージョン1.0 - 2007年3月1日